# Община (присілок)
Общи́на (рос. Община, башк. Община) — присілок (в минулому селище) у складі Благоварського району Башкортостану, Росія. Входить до складу Дмитрієвської сільської ради.
Населення — 69 осіб (2010; 73 в 2002).
Національний склад:
- росіяни — 52 %
- башкири — 29 %